# Jean Diederich
Jean Diederich   (Esch-sur-Alzette, 20 de febrer de 1922 - Pétange, 6 de desembre de 2012), també conegut com a Jean "Bim" Diederich, fou un ciclista luxemburguès que fou professional entre 1946 i 1954. En el seu palmarès destaquen tres victòries d'etapa al Tour de França.

## Palmarès
- 1947
  - 1r del Gran Premi de Pétange
  - Vencedor d'una etapa a la Volta a Luxemburg
- 1948
  - Vencedor d'una etapa a la Volta a Mallorca
  - Vencedor d'una etapa a la Volta als Països Baixos
- 1949
  - 1r de la Volta a Luxemburg i vencedor d'una etapa
- 1950
  - 1r del Premi d'Aachen
  - Vencedor d'una etapa al Tour de França
- 1951
  - 1r del Critèrium de Mons
  - 1r del Critèrium de Pétange
  - Vencedor d'una etapa al Tour de França
- 1952
  - 1r del Tour de la Lorena i vencedor d'una etapa
  - Vencedor d'una etapa al Tour de França

### Resultats al Tour de França
- 1947. 15è de la classificació general
- 1949. 15è de la classificació general
- 1950. 18è de la classificació general i vencedor d'una etapa
- 1951. 12è de la classificació general. Vencedor d'una etapa i portant del mallot groc durant 3 jornades
- 1952. Abandona (11a etapa). Vencedor d'una etapa
- 1953. Abandona (18a etapa)